# Höghultssjön (Skogsbygdens socken, Västergötland)
Höghultssjön är en sjö i Vårgårda kommun i Västergötland och ingår i Göta älvs huvudavrinningsområde.